# Neill Archer
Neill Archer (* 31. August 1961 in Northampton) ist ein englischer Opernsänger (Tenor).

## Leben
Archer studierte Gesang von 1979 bis 1982 an der University of East Anglia und von 1981 bis 1982 am Brevard Music Center in North Carolina. Sein offizielles Debüt hatte er 1987 an der Kent Opera als Tamino in Mozarts Oper Die Zauberflöte. 1988 sang er die Rolle des Ubaldo in Joseph Haydns Armida unter dem Dirigat von Nikolaus Harnoncourt. 1990 hatte er dann sein Debüt im Royal Opera House Covent Garden als Jaquino in Beethovens einziger Oper Fidelio. Weitere Engagements in Turin, Parma und Basel folgten.